# Valašská Polanka

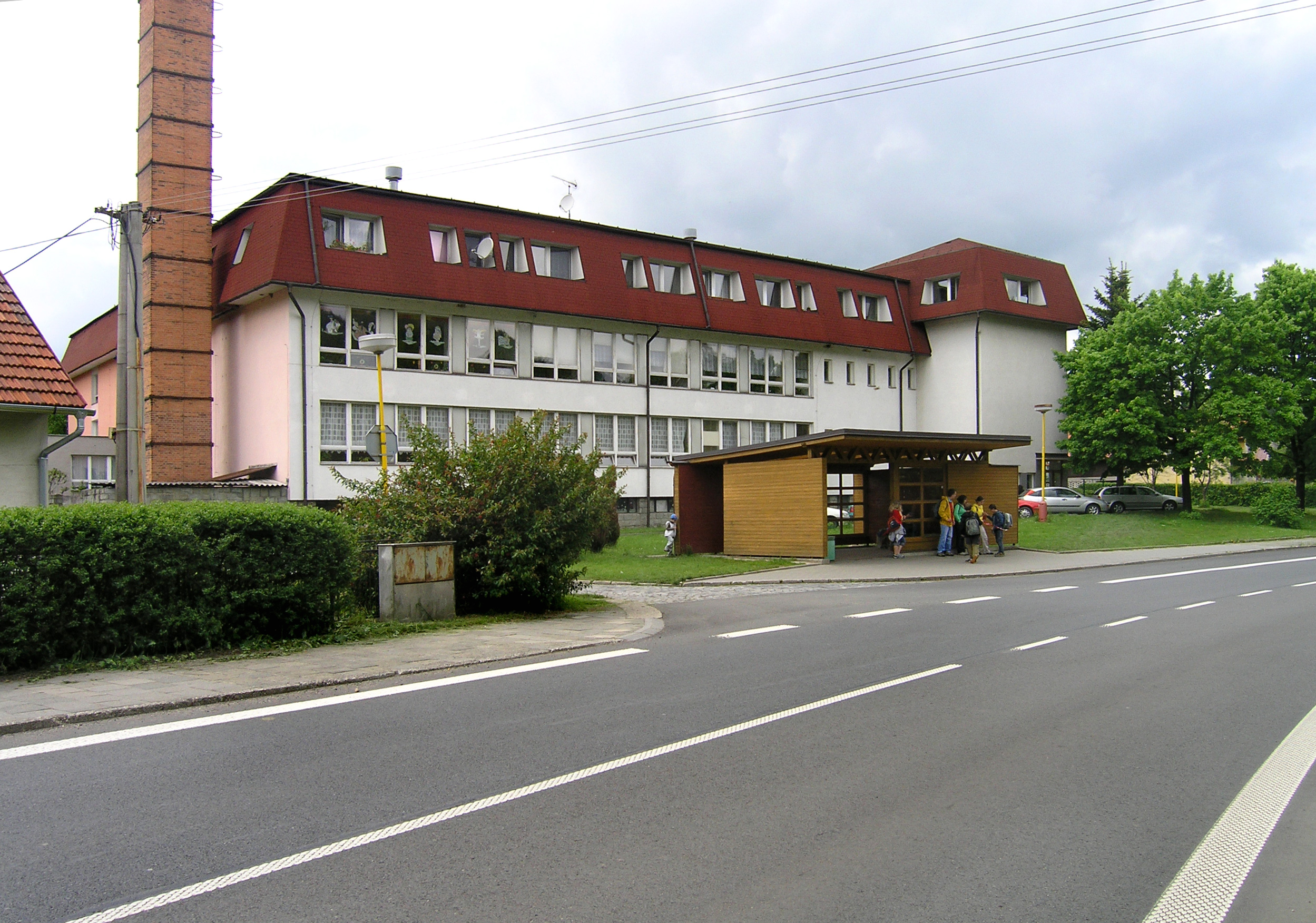
Grundschule Valašská Polanka

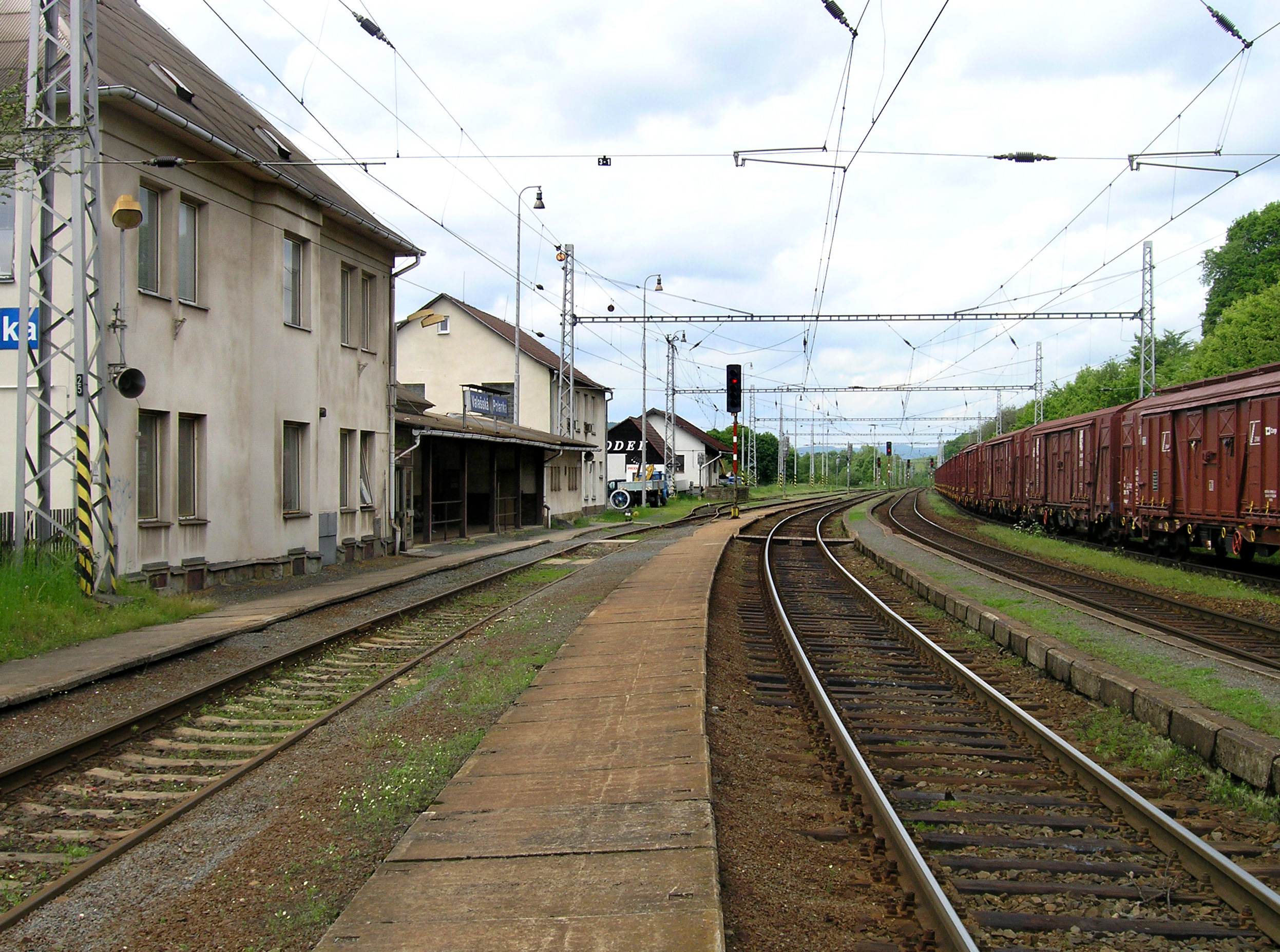
Bahnhof

Valašská Polanka, bis 1929 Polanka, (deutsch Walachisch Polanka) ist eine Gemeinde in der Mährischen Walachei in Tschechien. Sie liegt neun Kilometer südlich von Vsetín und gehört zum Okres Vsetín.

## Geographie
Valašská Polanka erstreckt sich am linken Ufer der Senice zwischen den Einmündungen der Bäche Pozděchůvka, Vápenka, Veřečný potok und Senínka. Gegen Westen befindet sich das Wisowitzer Bergland und im Osten das Javorník-Gebirge. Das Dorf liegt an der Westgrenze des Landschaftsschutzgebietes CHKO Beskydy. Nordöstlich erhebt sich der Snoz (618 m), im Osten die Žáry (762 m), Filka (769 m) und Padělky bzw. Padělek (710 m), südöstlich der Radošov (756 m) und Hradisko (773 m), im Süden der Javorník (720 m), südwestlich der Sulačov (551 m), im Westen der Lány (614 m) und die Vartovna (651 m) sowie nordwestlich der Strakov (547 m). Durch Valašská Polanka führt die Staatsstraße I/57 von Vsetín nach Valašské Klobouky, von der am südlichen Ortsausgang die Silnice I/49 nach Vizovice abzweigt. Rechtsseitig der Senice verläuft die Bahnstrecke Bylnice–Vsetín, dort befindet sich auch der Bahnhof „Valašská Polanka“.
Nachbarorte sind U Lukých und Leskovec im Norden, U Polušků, V Zadilském, Hovězí und Veřečný im Nordosten, U Vlků, Zděchov und U Ondrušků im Osten, U Vaculů, Štědroňov, Skřítkov und Lužná im Südosten, Heinzův Mlýn, Vráblovy Paseky, Neratov und Dvořiska im Süden, Pozděchov und Prlov im Südwesten, Jasenná im Westen sowie Seninka im Nordwesten.

## Geschichte

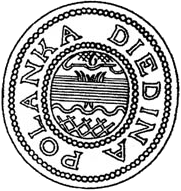
Historisches Ortssiegel von 1748

Die erste schriftliche Erwähnung von Polanka erfolgte im Jahre 1361 in einer Urkunde der päpstlichen Kurie als Besitz des Klosters Smilheim. Durch den Ort führte zu dieser Zeit ein frequentierter Handelsweg von Vsetín nach Brumov und nach Ungarn. Nach dem Untergang des Klosters gehörte das Dorf zur Herrschaft Vizovice. Im 16. Jahrhundert erfolgten zunächst häufige Besitzerwechsel, bis 1575 Zdeněk Kavka von Říčany die Güter erwarb und an die Herrschaft Brumov anschloss. Beim Einfall der Türken wurden im Jahre 1663 22 Häuser des Dorfes niedergebrannt und etwa 100 Einwohner umgebracht. Im Zuge der Teilung der Herrschaft Brumov wurde Polanka 1673 von Brumov abgetrennt und der Herrschaft Vsetín zugeschlagen. Wenig später musste Georg Illésházy auf Vsetín wegen Überschuldung Teile seiner Herrschaft an die Gläubiger abtreten, dadurch gelangte Polanka wieder zur Herrschaft Brumov zurück. Nach der Teilung von 1731 gehörte das Dorf zur Ersten Herrschaft Brumow (Brumov I). Besitzer waren nach wie vor die Grafen Illyesházy. Das älteste Ortssiegel stammt von 1748. Am 28. April 1780 reiste Kaiser Josef II. auf dem Wege nach Vsetín durch das Dorf; da die Straße wegen des Hochwassers der Senice unpassierbar geworden war, musste der Kaiser seine Fahrtroute über Seninka und Rokytnice ändern. Die Durchreise des Kaisers zum Nachtquartier im Schloss Vsetín nutzte der örtliche Weber und Buchbinder Jan Aron Bubela, um diesem eine Petition von 25 walachischen Dörfern wegen Erlangung religiöser Freiheiten vorzutragen. Nach der Dreiteilung der Herrschaft gehörte das Dorf ab 1731 zur Ersten Herrschaft Brumow. Die Bewohner des Dorfes lebten von der Landwirtschaft, die jedoch wenig erträglich war. Aus diesem Grunde bildeten Fuhrdienste, die heimarbeitliche Fertigung von Schindeln, Taschenmessern (křiváky) und Leinwaren sowie die Köhlerei eine wichtige Erwerbsquelle der Bewohner. Bis zur Mitte des 19. Jahrhunderts blieb Polanka immer zur Herrschaft Brumov I untertänig.
Nach der Aufhebung der Patrimonialherrschaften bildete Polanka ab 1850 eine Gemeinde in der Bezirkshauptmannschaft Meziříčí und dem Gerichtsbezirk Vsetín. In der zweiten Hälfte des 19. Jahrhunderts setzte wegen der großen Armut eine Auswanderung, vor allem nach Amerika, ein. Allein im Jahre 1881 wanderten 18 Einwohner des Dorfes nach Übersee aus. Während des Ersten Weltkrieges kämpften 163 Männer aus Polanka für die k.u.k. Monarchie an den verschiedenen Fronten, neun davon traten der Tschechoslowakischen Legion bei. Während der Ersten Republik fanden zahlreiche der Einwohner in den Baťa-Werken in Zlín Lohn und Brot. Seit 1910 gehört die Gemeinde zum Bezirk Vsetín. Am 21. Oktober 1928 wurde die Eisenbahnstrecke Vsetín-Bylnice eingeweiht. Seit den 1930er Jahren bestehen Pläne zur Herstellung einer Bahnstrecke Otrokovice–Vizovice–Valašská Polanka. Die Fertigstellung des Abschnittes zwischen Vizovice und Valašská Polanka mit einem 320 m langen Tunnel zwischen Prlov und Polanka ging seit 1937 nie über die Planungsphase hinaus. Im März 1929 wurde der Gemeindename Polanka in Valašská Polanka geändert. Während der deutsch Besetzung agierte in den umliegenden Bergen die 1. Tschechoslowakische Partisanengruppe „Jan Žižka“. Wegen der Unterstützung der Partisanen erfolgten durch die Nationalsozialisten Vergeltungsmaßnahmen in Juříčkův Mlýn, Ploština und Prlov. Die deutschen Besatzer flohen in der Nacht vom 3. zum 4. Mai 1945 vor der herannahenden Roten Armee über Vsetín ins Binnenland. Am 4. Mai 1945 wurde der Ort von den Partisanen und der Roten Armee besetzt. Ein Gehöft des Dorfes wurde in das Walachische Freilichtmuseum Rožnov umgesetzt. Die Kirche wurde im Jahre 2000 umgestaltet.

## Ortsgliederung
Für die Gemeinde Valašská Polanka sind keine Ortsteile ausgewiesen. Zu Valašská Polanka gehört die Ansiedlung Veřečný.

## Sehenswürdigkeiten

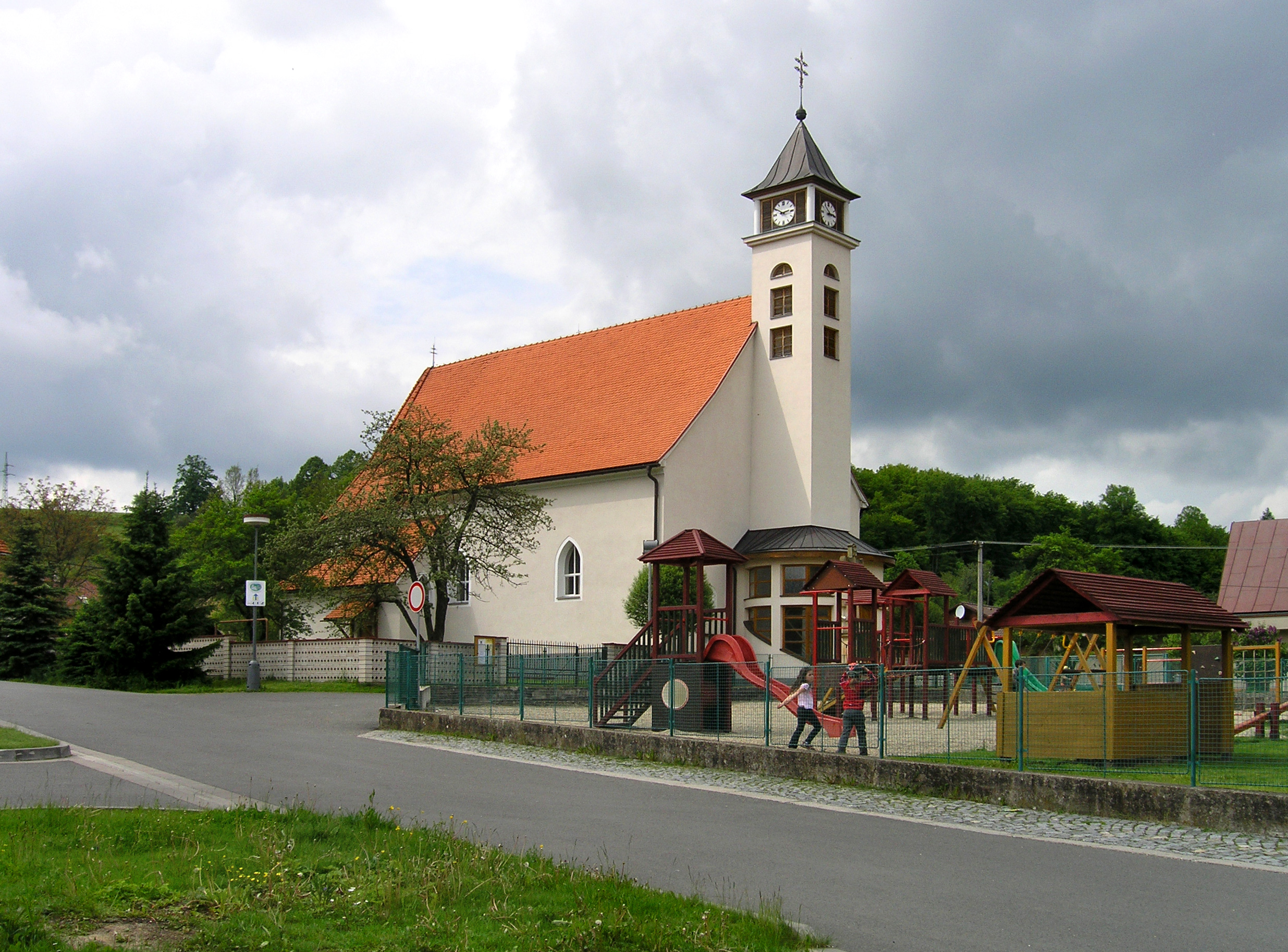
Kirche Johannes des Täufers

- Klassizistische Kirche Johannes des Täufers, erbaut 1778–1779. Das Baumaterial für den Bau der Kirche, des Pfarrhauses und der Trivialschule stellte Jan Illésházy zur Verfügung. Während des Kirchenbaus stürzte das Gewölbe ein. Im Jahre 1802 wurde die Kirche vergrößert. Ihre heutige Gestalt erhielt sie im Jahre 2000, als der marode hölzerne Turm auf dem Dach abgetragen und durch einen vom Vsetíner Architekten Petr Osička entworfenen Turmanbau ersetzt wurde. Die Kosten für den Turmbau beliefen sich auf 1.700.000 Kč. Die Sanierung der Kirche wurde 2003 abgeschlossen.
- Steinernes Kreuz mit dem Wappen der Grafen Illésházy am Fuß, vor der Kirche, geschaffen 1779, im Jahre 2000 wurde es restauriert, es ist als Kulturdenkmal geschützt.
- Gedenkstein für die Gefallenen des Ersten Weltkriegs, errichtet 1934

## Söhne und Töchter der Gemeinde
- Josef Kašpar Vrchovský (1871–1947), walachischer Dichter